# Козинська сільська рада (Дубенський район)
Кози́нська сільська́ ра́да — орган місцевого самоврядування в Дубенському районі Рівненської області. Адміністративний центр — село Козин.
У 2016 році увійшла до складу Козинської сільської громади.
28 серпня 2016 року відбулися перші вибори депутатів об'єднаної територіальної громади та сільського голови. Першим головою громади став Костюк Юрій Андрійович. 20 вересня 2016 року відбулася перша сесія Козинської сільської ради. Одноголосним рішенням депутатів секретарем сільської ради було обрано Фідчук Олександру Василівну.

## Загальні відомості
- Козинська сільська рада утворена в 1944 році.
- Територія ради: 40,421 км²
- Населення ради: 2 991 особа (станом на 2001 рік)

## Населені пункти (2015)
Сільській раді підпорядковані населені пункти:
- с. Козин
- с. Гранівка
- с. Дубини
- с. Савчуки

## Склад ради
Рада складається з 20 депутатів та голови.
- Голова ради: Костюк Юрій Андрійович
- Секретар ради: Фідчук Олександра Василівна

### Керівний склад попередніх скликань
| Прізвище, ім'я, по батькові | Основні відомості                                                         | Дата обрання | Дата звільнення |
| --------------------------- | ------------------------------------------------------------------------- | ------------ | --------------- |
| Савчук Дмитро Федорович     | Сільський голова, 1950 року народження                                    | 26.03.2006   | 31.10.2010      |
| Савчук Микола Петрович      | Сільський голова, 1959 року народження, освіта вища, член Народної партії | 31.10.2010   | 19.09.2016      |

Примітка: таблиця складена за даними сайту Верховної Ради України